# Przemysław Strach
Przemysław Andrzej Strach (ur. 31 maja 1955 w Poznaniu, zm. 6 lutego 2022 w Bogucinie) – polski sędzia, urzędnik państwowy i działacz sportowy, w 1995 podsekretarz stanu w Kancelarii Prezydenta RP.

## Życiorys
Syn Zbigniewa i Marii. Ukończył studia prawnicze na Uniwersytecie im. Adama Mickiewicza. Odbył następnie aplikację sądową i orzekał jako sędzia w sądach w Poznaniu. Od 1974 działał w Akademickim Związku Sportowym, był członkiem zarządu Klubu Uczelnianego UAM i Zarządu Środowiskowego tej organizacji. Kierował też sekcją gimnastyczną KS Pocztowiec Poznań. Od 1993 do 2018 należał do zarządu głównego AZS, został także jej wiceprezesem AZS ds. organizacyjnych (1993–2001, 2017–2018).
W latach 1991–1994 pełnił funkcję dyrektora Departamentu Kadr w Ministerstwie Sprawiedliwości oraz dyrektora gabinetu kolejnych ministrów sprawiedliwości: Wiesława Chrzanowskiego, Zbigniewa Dyki i Jana Piątkowskiego. Od 1 czerwca 1995 do 22 grudnia 1995 zajmował stanowisko podsekretarza stanu w Kancelarii Prezydenta oraz dyrektora gabinetu jej szefa Stanisława Iwanickiego. Później powrócił do orzekania, doszedł do stanowiska sędziego Sądu Apelacyjnego w Poznaniu. Objął w nim stanowisko przewodniczącego II Wydziału Karnego. Był też m.in. komisarzem wyborczym w Lesznie.
Został odznaczony m.in. Srebrnym (2003) i Złotym Krzyżem Zasługi (2009) oraz Złotym Medalem PKOl za zasługi dla polskiego ruchu olimpijskiego (2019).